# اولین گام به سوی جایزه نوبل فیزیک
اولین گام به سوی جایزه نوبل (به انگلیسی: First Step to Nobel Prize in Physics) (که در ایران با نام اولین گام به سوی جایزه نوبل لهستان شناخته می‌شود) یک جایزه بین‌المللی فیزیک است که از طرف آکادمی علوم لهستان داده می‌شود.
در ایران باشگاه دانش‌پژوهان جوان مسئول ارسال این طرح‌ها به لهستان است، اما پذیرفته‌نشدگان خود نیز می‌توانند به طور غیررسمی طرح‌ها را برای آکادمی علوم لهستان بفرستند.
نیلوفر به راد، مازیار وحدتی، سمیه قراگزلو، نیلوفر خوشخو، سیدامیرحسین موسوی، ایمان قنبری، برزو بنفش جو، مهدی قاسمی اکبرآبادی، سمیه مهربان، محمد مهاجرانی، سمیه بیرجندی، علی اوا، در دوره های مختلف جشنواره حایز عناوین برتر شده اند.
همکاری نهادهای ملی از جمله باشگاه دانش‌پژوهان جوان و باشگاه پژوهشگران جوان میتواند در پیشبرد اهداف پژوهش سرایی دانش آموزی حایز اهمیت باشد.